# Göpfersdorf
Göpfersdorf ist eine Gemeinde im thüringischen Landkreis Altenburger Land. Erfüllende Gemeinde für Göpfersdorf ist Nobitz.

## Lage
Göpfersdorf befindet sich mit seiner Flur im auslaufenden Altenburger überlössten Hügelland südlich des Leinawaldes im allmählichen Übergang zum Vorhügelland des Erzgebirges. Die Kreisstraße 301 erfasst das Dorf verkehrsmäßig. Im Süden grenzt das Gebiet des Orts an den Freistaat Sachsen.

### Nachbargemeinden
Angrenzende Gemeinden sind Nobitz im Westen, Norden und Osten und die Stadt Waldenburg im sächsischen Landkreis Zwickau im Süden.

### Gemeindegliederung
Ortsteile sind Göpfersdorf und Garbisdorf. Garbisdorf wurde am 1. Juli 1950 eingemeindet.

## Geschichte

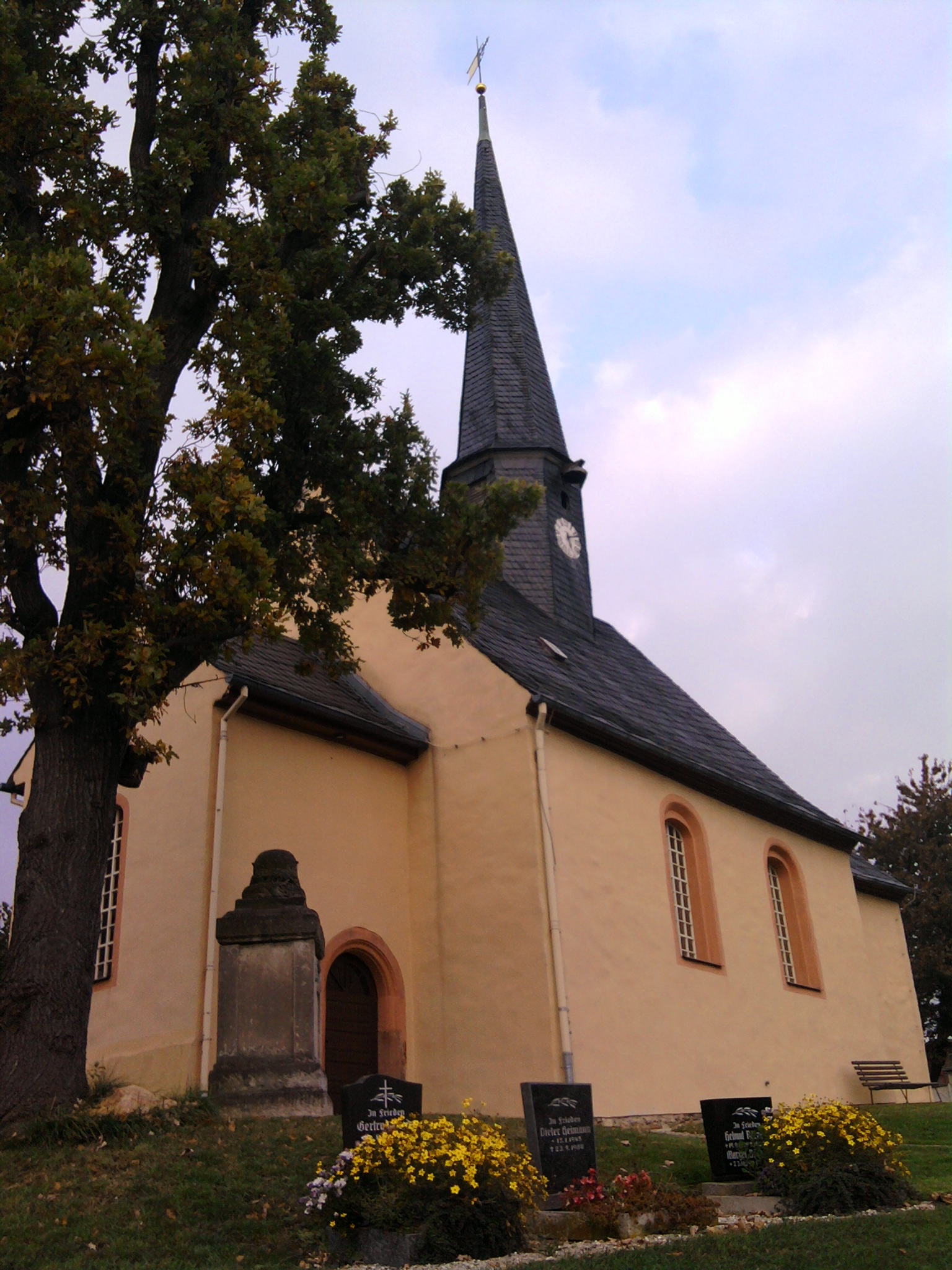
Dorfkirche

Göpfersdorf wurde erstmals 1336 urkundlich erwähnt. Die spätgotische Göpfersdorfer Kirche wurde erstmals 1413 im Stiftsbrief des St. Georgenstiftes in Altenburg erwähnt.
Göpfersdorf gehörte zum wettinischen Amt Altenburg, welches ab dem 16. Jahrhundert aufgrund mehrerer Teilungen im Lauf seines Bestehens unter der Hoheit folgender Ernestinischer Herzogtümer stand: Herzogtum Sachsen (1554 bis 1572), Herzogtum Sachsen-Weimar (1572 bis 1603), Herzogtum Sachsen-Altenburg (1603 bis 1672), Herzogtum Sachsen-Gotha-Altenburg (1672 bis 1826). Bei der Neuordnung der Ernestinischen Herzogtümer im Jahr 1826 kam der Ort wiederum zum Herzogtum Sachsen-Altenburg. Nach der Verwaltungsreform im Herzogtum gehörte er bezüglich der Verwaltung zum Ostkreis (bis 1900) bzw. zum Landratsamt Altenburg (ab 1900). Das Dorf gehörte ab 1918 zum Freistaat Sachsen-Altenburg, der 1920 im Land Thüringen aufging. 1922 kam es zum Landkreis Altenburg.
Am 1. Juli 1950 wurde Garbisdorf nach Göpfersdorf eingemeindet. Bei der zweiten Kreisreform in der DDR wurden 1952 die bestehenden Länder aufgelöst und die Landkreise neu zugeschnitten. Somit kam Göpfersdorf mit dem Kreis Altenburg an den Bezirk Leipzig, der seit 1990 als Landkreis Altenburg zu Thüringen gehörte und 1994 im Landkreis Altenburger Land aufging. Zwischen dem 1. April 1992 und dem 6. Juli 2018 gehörte Göpfersdorf zur Verwaltungsgemeinschaft Wieratal. Seitdem ist die Gemeinde Nobitz erfüllende Gemeinde für Göpfersdorf.

### Einwohnerentwicklung
Entwicklung der Einwohnerzahl (Stand jeweils 31. Dezember):
| - 1994: 230 - 1995: 225 - 1996: 227 - 1997: 225 - 1998: 222 - 1999: 223 | - 2000: 223 - 2001: 227 - 2002: 233 - 2003: 235 - 2004: 233 - 2005: 231 | - 2006: 232 - 2007: 238 - 2008: 238 - 2009: 236 - 2010: 234 - 2011: 247 | - 2012: 243 - 2013: 246 - 2014: 250 - 2015: 246 - 2016: 239 - 2017: 235 | - 2018: 228 - 2019: 224 - 2020: 226 - 2021: 222 - 2022: 221 - 2023: 220 |

Datenquelle: Thüringer Landesamt für Statistik

## Politik

### Bürgermeister
Bürgermeisterin war von 1994 bis 1999 Heidrun Lohse. Am 13. Juni 1999 wurde Klaus Börngen vom Heimatverein Göpfersdorf e. V. als Bürgermeister gewählt. Er wurde zuletzt am 5. Juni 2016 mit einer Mehrheit von 91,7 % ohne Gegenkandidaten und einer Wahlbeteiligung von 55,9 % (+ 0,8 %p) im Amt bestätigt.
Zur Wahl am 12. Juni 2022 kandidierte Klaus Börngen nicht mehr. Im 1. Wahlgang erreichte keiner der Kandidaten mehr als 50 % der Stimmen. In der Stichwahl am 26. Juni setzte sich Jörg Schumann mit 89,7 % der Stimmen durch und wurde damit zum Bürgermeister gewählt.

### Gemeinderat
Seit der Kommunalwahl vom 25. Mai 2014 setzt sich der Gemeinderat wie folgt zusammen:
- Heimatverein – 3 Sitze (46,2 %)
- FFW – 2 Sitze (33,5 %)
- CDU – 1 Sitz (20,3 %)

Die Wahlbeteiligung lag bei 72,8 %.

## Wirtschaft und Infrastruktur

### Wasser und Abwasser
Die Gemeinde Göpfersdorf übernimmt die Wasserversorgung und Abwasserbesorgung eigenverantwortlich.

### Verkehr
Das Ultraleichtfluggelände Göpfersdorf liegt etwa 1 km östlich der Ortsmitte.

## Kultur und Sehenswürdigkeiten
- siehe auch: Liste der Kulturdenkmale in Göpfersdorf
- Kulturgut Quellenhof – Sanierung und Umnutzung eines denkmalgeschützten Vierseithofes aus dem 16. Jahrhundert zu einem Kunst- und Erlebnishof
- Galerie Pferdestall im Kulturgut Quellenhof
- Bauerngarten am Kulturgut Quellenhof
- Alter Pferdestall – ein historisches Gebäude von 1751
- Dorfkirche Göpfersdorf und ihre Hesse-Orgel von 1830
- Katharinen-Kirche zu Garbisdorf
- Zahlreiche liebevoll gepflegte Fachwerkhäuser
- Sitz der Anita- und Günter Lichtenstein-Stiftung[9]

### Regelmäßige Veranstaltungen
- Oldtimertreffen am letzten Aprilwochenende
- Flugplatzfest, am zweiten Juniwochenende
- Vogelschießen, am letzten Juni-Sonntag in Garbisdorf
- Holzbildhauer-Pleinair, meist zwei Wochen rund um Pfingsten
- Kunst- und Bauernmarkt, am dritten Samstag im Oktober
- Veranstaltungsplan des Heimatvereins Göpfersdorf e. V.